# Puppyschurft
Puppyschurft is een vorm van demodicose die wordt veroorzaakt door een microscopische mijt, Demodex canis, die voornamelijk op honden en andere hondachtigen leeft maar ook mensen kan infecteren. In de meeste gevallen zorgt de mijt niet voor klachten en wordt dan een commensaal genoemd. Het ontstaan van symptomen door de mijt wordt geweten aan een (tijdelijke) verzwakking van het immuunsysteem van de hond.
Doordat de mijten in de huid leven is overdracht tussen honden alleen mogelijk via langdurig direct contact, zoals tussen moeder en pup, bijvoorbeeld tijdens zogen. De meestvoorkomende plaatsen van infectie zijn daardoor kop, snuit en voorpoten.
Puppyschurft bestaat in twee vormen: schilferig en pusachtig. De eerste vorm kenmerkt zich door schilfertjes, haarverlies en huidverdikking maar meestal krabt de hond hier niet aan, wat duidt op afwezigheid van jeuk. De tweede vorm is ernstiger en gaat gepaard met een secundaire infectie, vaak door stafylokokken. Bij deze vorm ontstaan er puistjes en rimpels in de huid.
Behandeling van de schilferige vorm is in milde gevallen mogelijk door het stimuleren van het immuunsysteem door goede voeding of de behandeling van een eventuele onderliggende aandoening. In ernstigere gevallen kan het antiparasitaire middel amitraz op de huid aangebracht worden. De pusachtige vorm behoeft behandeling met een antibioticum.